# Legenda maior
Legenda maior – łaciński apokryf Nowego Testamentu dotyczący postaci Jakuba Większego.

## Charakterystyka
Apokryf zachował się w języku łacińskim, chociaż istnieje prawdopodobieństwo, że oryginalnie został spisany po grecku. Powstał prawdopodobnie w VI wieku, jednak niektóre jego fragmenty są starsze. Opis śmierci apostoła nawiązywał do relacji Klemensa Aleksandryjskiego, a pozostała część tekstu jest nieznanego pochodzenia.
Utwór rozpoczyna się od opisu misji Filetosa, który był uczniem maga Hermogenesa. Filetos bezskutecznie próbował przekonać Jakuba, że Jezus nie jest Synem Bożym, po czym przedstawił Hermogenesowi cuda i nauczanie Jakuba, sugerując także nawrócenie. W efekcie Hermogenes związał Filetosa, ten jednak przez swojego sługę poprosił apostoła o pomoc. W odpowiedzi otrzymał prześcieradło, którym potarł więzy i został uwolniony. Hermogenes zatem wezwał demony, aby przyprowadziły Jakuba do niego, jednak apostoł nakazał im wrócić do maga i przyprowadzić go związanego do siebie. U Jakuba Hermogenes został rozwiązany, ukorzył się, nawrócił i otrzymał kij, aby nie ulec wpływom demonów. Następnie za nawrócenie maga Jakub został aresztowany i stanął przed faryzeuszami. Na podstawie Pisma Świętego wykazywał, że Jezus jest Mesjaszem, doprowadzając do nawrócenia Żydów. Wskutek tego arcykapłan Abiatar nakazał pojmanie apostoła i doprowadzenie na śmierć. Przed śmiercią Jakuba, Jozjasz – faryzeusz, który doprowadził go na miejsce egzekucji – nawrócił się i został ochrzczony, po czym obaj zginęli śmiercią męczeńską. Apokryf precyzuje datę śmierci Jakuba na 25 lipca.
Apokryf cytuje (ze zmianami) Kodeks Kalikstyński, wykorzystał go również Pseudo-Abdiasz.